# Jakub Zbořil
Jakub Zbořil (* 21. Februar 1997 in Brünn) ist ein tschechischer Eishockeyspieler, der seit August 2025 beim HC Vítkovice aus der tschechischen Extraliga unter Vertrag steht. Zuvor verbrachte der Verteidiger unter anderem knapp sieben Jahre in der Organisation der Boston Bruins in der National Hockey League (NHL). Sein älterer Bruder Adam Zbořil ist ebenfalls professioneller Eishockeyspieler.

## Karriere
Jakub Zbořil begann seine Karriere beim HC Kometa Brno in seiner Heimatstadt und wurde mit dem Klub in den Frühjahren 2011 und 2013 tschechischer U16-Meister. Beim Futures Draft 2013 der United States Hockey League (USHL) wurde er von den Omaha Lancers in der ersten Runde an Gesamtposition 37 gezogen, blieb aber zunächst noch in Brünn. Erst nachdem er im Folgejahr beim CHL Import Draft von den Saint John Sea Dogs als Nummer sechs gedraftet worden war, zog es ihn nach Nordamerika. Im selben Jahr hatte ihn Lokomotive Jaroslawl beim KHL Junior Draft 2014 in der dritten Runde als insgesamt 115. Spieler ausgewählt. Daraufhin spielte er drei Jahre bei dem Team aus New Brunswick in der Ligue de hockey junior majeur du Québec (LHJMQ). 2015 wurde er in das All-Rookie-Team der Liga gewählt und gewann 2017 mit dem Team die Trophée Jean Rougeau als punktbestes Team der regulären Saison und den Coupe du Président als Playoffsieger. Anschließend wechselte er in die Organisation der Boston Bruins, die ihn bereits beim NHL Entry Draft 2015 an Position 13 ausgewählt hatten.
Bis zum März 2024 absolvierte der Tscheche für die Boston Bruins insgesamt 76 Spiele in der National Hockey League (NHL). Häufiger spielte er jedoch bei deren Farmteam Providence Bruins, für die er 213-mal in der American Hockey League (AHL) auflief. Im Herbst 2020 war Zbořil kurzzeitig an seinen Heimatverein Kometa Brno verliehen. Am 8. März 2024 wechselte er gemeinsam mit einem Drittrunden-Wahlrecht im NHL Entry Draft 2027 im Tausch für Andrew Peeke zu den Columbus Blue Jackets. Bei deren AHL-Kooperationspartner Cleveland Monsters beendete der Defensivspieler die Saison, ohne einen Einsatz für die Blue Jackets selbst bestritten zu haben.
Nachdem Zbořil im Sommer 2024 keinen neuen Vertrag in Nordamerika erhalten hatte, schloss er sich im Oktober desselben Jahres dem HC Pardubice aus der tschechischen Extraliga an. Zur Spielzeit 2025/26 wechselte der Abwehrspieler zum Ligarivalen HC Vítkovice, nachdem er in der Vorsaison mit Pardubice Vizemeister geworden war.

### International
Zunächst nahm der Zbořil an den Austragungen des Ivan Hlinka Memorial Tournaments in den Jahren 2013 und 2014 teil. Dabei wurde 2013 der dritte und 2014 der zweite Platz belegt. Mit der Tschechischen U18-Nationalmannschaft nahm er an den U18-Weltmeisterschaften 2014, als die Vizeweltmeisterschaft gewonnen wurde, und 2015 teil. Bei den U20-Weltmeisterschaften 2016 und 2017 spielte er dann mit der U20-Auswahl.
Seinen ersten Turniereinsatz in der tschechischen A-Nationalmannschaft verzeichnete er bei der Weltmeisterschaft 2023.

## Erfolge und Auszeichnungen
- 2011 Tschechischer U16-Meister mit dem HC Kometa Brno
- 2013 Tschechischer U16-Meister mit dem HC Kometa Brno
- 2015 LHJMQ All-Rookie-Team
- 2017 Coupe-du-Président-Gewinn mit den Saint John Sea Dogs
- 2025 Tschechischer Vizemeister mit dem HC Pardubice

### International
- 2013 Bronzemedaille beim Ivan Hlinka Memorial Tournament
- 2014 Silbermedaille bei der U18-Weltmeisterschaft
- 2014 Silbermedaille beim Ivan Hlinka Memorial Tournament

## Karrierestatistik
Stand: Ende der Saison 2023/24

### International
Vertrat Tschechien bei:
| - Ivan Hlinka Memorial Tournament 2013 - U18-Weltmeisterschaft 2014 - Ivan Hlinka Memorial Tournament 2014 - U18-Weltmeisterschaft 2015 | - U20-Weltmeisterschaft 2016 - U20-Weltmeisterschaft 2017 - Weltmeisterschaft 2023 |

(Legende zur Spielerstatistik: Sp oder GP = absolvierte Spiele; T oder G = erzielte Tore; V oder A = erzielte Assists; Pkt oder Pts = erzielte Scorerpunkte; SM oder PIM = erhaltene Strafminuten; +/− = Plus/Minus-Bilanz; PP = erzielte Überzahltore; SH = erzielte Unterzahltore; GW = erzielte Siegtore; 1 Play-downs/Relegation; Kursiv: Statistik nicht vollständig)